# Jacek Góralski
Jacek Góralski (Bydgoszcz, 21 settembre 1992) è un calciatore polacco, centrocampista del Wieczysta Cracovia.

## Carriera

### Club
Il 17 giugno 2022 viene acquistato dai tedeschi del Template:Calcio BochumN.

### Nazionale
Ha esordito con la nazionale polacca il 14 novembre 2016 in un'amichevole pareggiata 1-1 contro la Slovenia.
Viene poi convocato per i Mondiali di Russia 2018, in cui disputa (peraltro da titolare e giocando tutti i 180 minuti) 2 delle 3 partite della squadra eliminata al primo turno.

## Statistiche

### Presenze e reti nei club
Statistiche aggiornate al 15 novembre 2020.
| Stagione           | Squadra            | Campionato         | Campionato | Campionato | Coppe nazionali | Coppe nazionali | Coppe nazionali | Coppe continentali | Coppe continentali | Coppe continentali | Altre coppe | Altre coppe | Altre coppe | Totale | Totale | Totale |
| Stagione           | Squadra            | Comp               | Pres       | Reti       | Comp            | Pres            | Reti            | Comp               | Pres               | Reti               | Comp        | Pres        | Reti        | Pres   | Reti   |        |
| ------------------ | ------------------ | ------------------ | ---------- | ---------- | --------------- | --------------- | --------------- | ------------------ | ------------------ | ------------------ | ----------- | ----------- | ----------- | ------ | ------ | ------ |
| gen.-giu. 2011     | Victoria Koronowo  | 3L                 | 13         | 0          | CP              | 0               | 0               |                    | -                  | -                  |             | -           | -           | 13     | 0      |        |
| 2011-2012          | Wisła Płock        | 1L                 | 12         | 0          | CP              | 0               | 0               |                    | -                  | -                  |             | -           | -           | 12     | 0      |        |
| 2012-2013          | Wisła Płock        | 2L                 | 32         | 1          | CP              | 2               | 0               |                    | -                  | -                  |             | -           | -           | 34     | 1      |        |
| 2013-2014          | Wisła Płock        | 1L                 | 32         | 0          | CP              | 0               | 0               |                    | -                  | -                  |             | -           | -           | 32     | 0      |        |
| 2014-2015          | Wisła Płock        | 1L                 | 31         | 4          | CP              | 1               | 0               |                    | -                  | -                  |             | -           | -           | 32     | 4      |        |
| Totale Wisła Płock | Totale Wisła Płock | Totale Wisła Płock | 107        | 5          |                 | 3               | 0               |                    | -                  | -                  |             | -           | -           | 110    | 5      |        |
| 2015-2016          | Jagiellonia        | EK                 | 28         | 0          | CP              | 2               | 0               | UEL                | 0                  | 0                  |             | -           | -           | 20     | 0      |        |
| 2016-2017          | Jagiellonia        | EK                 | 29         | 3          | CP              | 2               | 0               |                    | -                  | -                  |             | -           | -           | 31     | 3      |        |
| ago. 2017          | Jagiellonia        | EK                 | 0          | 0          | CP              | 0               | 0               | UEL                | 3                  | 0                  |             | -           | -           | 3      | 0      |        |
| Totale Jagiellonia | Totale Jagiellonia | Totale Jagiellonia | 57         | 3          |                 | 4               | 0               |                    | 3                  | 0                  |             | -           | -           | 64     | 3      |        |
| 2017-2018          | Ludogorec          | A-PFG              | 24         | 0          | CB              | 3               | 0               | UEL                | 7                  | 0                  |             | -           | -           | 34     | 0      |        |
| 2018-2019          | Ludogorec          | A-PFG              | 26         | 0          | CB              | 1               | 0               | UCL+UEL            | 1+9                | 0+0                |             | -           | -           | 37     | 0      |        |
| 2019-gen. 2020     | Ludogorec          | A-PFG              | 11         | 0          | CB              | 0               | 0               | UCL+UEL            | 2+7                | 0+0                | SB          | 1           | 0           | 21     | 0      |        |
| Totale Ludogorets  | Totale Ludogorets  | Totale Ludogorets  | 61         | 0          |                 | 4               | 0               |                    | 26                 | 0                  |             | 1           | 0           | 92     | 0      |        |
| 2020               | Qairat             | QPL                | 16         | 0          | QK              | 0               | 0               | UEL                | 2                  | 0                  |             | -           | -           | 18     | 0      |        |
| Totale carriera    | Totale carriera    | Totale carriera    | 254        | 8          |                 | 11              | 0               |                    | 31                 | 0                  |             | -           | -           | 296    | 8      |        |

### Cronologia presenze e reti in nazionale
| Cronologia completa delle presenze e delle reti in nazionale ― Polonia | Cronologia completa delle presenze e delle reti in nazionale ― Polonia | Cronologia completa delle presenze e delle reti in nazionale ― Polonia | Cronologia completa delle presenze e delle reti in nazionale ― Polonia | Cronologia completa delle presenze e delle reti in nazionale ― Polonia | Cronologia completa delle presenze e delle reti in nazionale ― Polonia | Cronologia completa delle presenze e delle reti in nazionale ― Polonia | Cronologia completa delle presenze e delle reti in nazionale ― Polonia |
| Data                                                                   | Città                                                                  | In casa                                                                | Risultato                                                              | Ospiti                                                                 | Competizione                                                           | Reti                                                                   | Note                                                                   |
| ---------------------------------------------------------------------- | ---------------------------------------------------------------------- | ---------------------------------------------------------------------- | ---------------------------------------------------------------------- | ---------------------------------------------------------------------- | ---------------------------------------------------------------------- | ---------------------------------------------------------------------- | ---------------------------------------------------------------------- |
| 14-11-2016                                                             | Breslavia                                                              | Polonia                                                                | 1 – 1                                                                  | Slovenia                                                               | Amichevole                                                             | -                                                                      | 61’                                                                    |
| 10-11-2017                                                             | Varsavia                                                               | Polonia                                                                | 0 – 0                                                                  | Uruguay                                                                | Amichevole                                                             | -                                                                      | 70’                                                                    |
| 23-3-2018                                                              | Breslavia                                                              | Polonia                                                                | 0 – 1                                                                  | Nigeria                                                                | Amichevole                                                             | -                                                                      | 18’ 48’                                                                |
| 8-6-2018                                                               | Poznań                                                                 | Polonia                                                                | 2 – 2                                                                  | Cile                                                                   | Amichevole                                                             | -                                                                      | 67’                                                                    |
| 12-6-2018                                                              | Varsavia                                                               | Polonia                                                                | 4 – 0                                                                  | Lituania                                                               | Amichevole                                                             | -                                                                      | 46’                                                                    |
| 24-6-2018                                                              | Kazan'                                                                 | Polonia                                                                | 0 – 3                                                                  | Colombia                                                               | Mondiali 2018 - 1º turno                                               | -                                                                      | 85’                                                                    |
| 28-6-2018                                                              | Volgograd                                                              | Giappone                                                               | 0 – 1                                                                  | Polonia                                                                | Mondiali 2018 - 1º turno                                               | -                                                                      |                                                                        |
| 14-10-2018                                                             | Chorzów                                                                | Polonia                                                                | 0 – 1                                                                  | Italia                                                                 | UEFA Nations League 2018-2019 - 1º turno                               | -                                                                      |                                                                        |
| 20-11-2018                                                             | Guimarães                                                              | Portogallo                                                             | 1 – 1                                                                  | Polonia                                                                | UEFA Nations League 2018-2019 - 1º turno                               | -                                                                      | 75’                                                                    |
| 7-6-2019                                                               | Skopje                                                                 | Macedonia del Nord                                                     | 0 – 1                                                                  | Polonia                                                                | Qual. Euro 2020                                                        | -                                                                      | 90’                                                                    |
| 10-6-2019                                                              | Varsavia                                                               | Polonia                                                                | 4 – 0                                                                  | Israele                                                                | Qual. Euro 2020                                                        | -                                                                      | 75’                                                                    |
| 13-10-2019                                                             | Varsavia                                                               | Polonia                                                                | 2 – 0                                                                  | Macedonia del Nord                                                     | Qual. Euro 2020                                                        | -                                                                      |                                                                        |
| 19-11-2019                                                             | Varsavia                                                               | Polonia                                                                | 3 – 2                                                                  | Slovenia                                                               | Qual. Euro 2020                                                        | 1                                                                      |                                                                        |
| 7-9-2020                                                               | Zenica                                                                 | Bosnia ed Erzegovina                                                   | 1 – 2                                                                  | Polonia                                                                | UEFA Nations League 2020-2021 - 1º turno                               | -                                                                      |                                                                        |
| 14-10-2020                                                             | Breslavia                                                              | Polonia                                                                | 3 – 0                                                                  | Bosnia ed Erzegovina                                                   | UEFA Nations League 2020-2021 - 1º turno                               | -                                                                      |                                                                        |
| 11-11-2020                                                             | Chorzów                                                                | Polonia                                                                | 2 – 0                                                                  | Ucraina                                                                | Amichevole                                                             | -                                                                      | 44’ 62’                                                                |
| 15-11-2020                                                             | Reggio Emilia                                                          | Italia                                                                 | 2 – 0                                                                  | Polonia                                                                | UEFA Nations League 2020-2021 - 1º turno                               | -                                                                      | 46’ 62’, 77’                                                           |
| 29-3-2022                                                              | Chorzów                                                                | Polonia                                                                | 2 – 0                                                                  | Svezia                                                                 | Qual. Mondiali 2022                                                    | -                                                                      | 38’ 46’                                                                |
| 1-6-2022                                                               | Breslavia                                                              | Polonia                                                                | 2 – 1                                                                  | Galles                                                                 | UEFA Nations League 2022-2023 - 1º turno                               | -                                                                      | 60’                                                                    |
| 11-6-2022                                                              | Rotterdam                                                              | Paesi Bassi                                                            | 2 – 2                                                                  | Polonia                                                                | UEFA Nations League 2022-2023 - 1º turno                               | -                                                                      | 58’                                                                    |
| 14-6-2022                                                              | Varsavia                                                               | Polonia                                                                | 0 – 1                                                                  | Belgio                                                                 | UEFA Nations League 2022-2023 - 1º turno                               | -                                                                      | 84’                                                                    |
| Totale                                                                 |                                                                        | Presenze                                                               | 21                                                                     |                                                                        | Reti                                                                   | 1                                                                      |                                                                        |

## Palmarès

### Club

#### Competizioni nazionali
- A Profesionalna Futbolna Grupa: 2

Ludogorets: 2017-2018, 2018-2019
- Supercoppa di Bulgaria: 2

Ludogorets: 2018, 2019
- Campionato kazako: 1

Qairat: 2020
- Coppa del Kazakistan: 1

Qairat: 2021
- III liga: 1

Wieczysta Cracovia: 2023-2024